# Tielman Roos
Tielman Johannes de Villiers Roos (1879-1935) est un avocat afrikaner, homme politique de l'union d'Afrique du Sud, républicain, membre du Parti national et ministre de la justice de 1924 à 1929.

## Biographie
Tielman Roos est né au Cap en Afrique du Sud le 8 mai 1879. Diplômé en droit, il est avocat à l'âge de 23 ans d'abord au Cap puis à Pretoria.
Après la seconde guerre des Boers, il rejoint le parti Het Volk dirigé par le général boer Louis Botha. C'est à la fin de l'année 1912 qu'il se fait remarquer politiquement pour la première fois quand il proteste contre le renvoi du gouvernement de James B. Hertzog en participant à un rassemblement où il prend la parole au côté du général Christiaan de Wet, au pied de la statue de Paul Kruger située dans Prince's Park à Pretoria. 
En 1914, Hertzog constitue le Parti national (NP) et en prend la direction dans l'État libre d'Orange pour protester contre le colonialisme britannique et promouvoir les aspirations du peuple afrikaner. Roos est chargé de créer et diriger le NP dans la province du Transvaal. Roos est élu président du Parti National du Transvaal et en 1915 et élu au parlement pour la circonscription de Lichtenburg dans l'ouest du Transvaal. Il rédige alors une proclamation demandant le rétablissement des deux républiques boers du Transvaal et de l'Orange alors qu'Hertzog plaide pour la rupture des liens avec le Royaume-Uni. Fondamentalement républicain, Roos suggère en 1919 que le NP soit rebaptisé « Parti national républicain » pour clarifier ses options politiques mais ni Hertzog ni Daniel François Malan, le leader du parti dans la province du Cap, n'approuvent son idée.
En 1920, Roos accompagne la délégation afrikaner baptisée « Freedom Deputation » à Paris lors des négociations d'après-guerre. 
Les élections en 1920 et 1921 ne sont pas très concluantes pour le Parti national, trop isolé sur la scène politique. Roos entreprend alors d'ouvrir le NP vers d'autres partis d'opposition. Il entreprend notamment de renforcer les liens du NP avec le Parti travailliste d'Afrique du Sud (Labour Party - LP), lequel s'est distancé du Parti sud-africain de Jan Smuts après les émeutes ouvrières du Witwatersrand de 1922 et la répression du gouvernement. 
En 1923, les efforts de Roos aboutissent à un pacte entre le NP et le LP pour former un gouvernement d'union en cas de victoire aux élections générales ce qui advient en 1924. Roos devient alors ministre de la Justice. Dauphin potentiel de Hertzog, il est en rivalité avec Daniel Malan. Roos, trop indépendant et atypique, n'est soutenu que par les nationalistes du Transvaal lorsqu'il s'agit de partager politiquement les deux hommes et très vite, Malan prend l'avantage pour le leadership du parti. En 1928, le conflit aboutit à la démission de Roos après que Malan ait accusé de communisme le Parti travailliste. 
En 1929, la santé de Roos commença à décliner. Il se rendit en Allemagne pour consulter de grands médecins et manqua les élections générales de 1929. Revenu en Afrique du Sud, il est nommé comme juge à la cour d'appel. 
En 1932, il quitte la cour d'appel pour revenir en politique. Il est alors un opposant au gouvernement d'Hertzog dont il dénonce la politique économique et appelle à l'abandon de l'étalon or (ce qui est fait en décembre 1932). Il suggère la formation d'un gouvernement d'union nationale sous son égide pour lutter contre la crise économique qui ravage le pays et ruine les fermiers afrikaners. 
En janvier 1933, Jan Smuts reprend l'idée de gouvernement d'union nationale. Hertzog accepte d'en discuter l'éventualité ce qui finit par aboutir à la formation d'une coalition entre le Parti national et le Parti sud-africain. Roos n'est pas convié à rejoindre le gouvernement. Il lance alors le Parti du centre (Central Party) mais sans succès et il ne parvient pas à se faire élire aux élections de 1933 (seulement deux élus).
En 1935, Roos, malade, conseille à ses fidèles de rejoindre le nouveau Parti uni formé par Hertzog et Smuts. 
Tielman Roos meurt le 28 mars 1935. 
En 1928, la ville de Sannieshof dans sa circonscription de l'ouest du Transvaal prend le nom de Roosville en son honneur. La ville reprend son nom d'origine en 1952. 